# 장준유
장준유(1988년 8월 8일 ~ )는 대한민국의 배우이다.

## 학력
- 서울예술대학 연기과 졸업

## 연기 활동

### 드라마
- 2012년 SBS 주말 특별기획 《신사의 품격》 ... 임태산 맞선녀 역
- 2012년 KBS2 수목드라마 《각시탈》 ... 메리 역
- 2012년 tvN 일일드라마 《유리가면》 ... 유난 역
- 2012년 MBC 일일연속극 《오자룡이 간다》 ... 홍세라 역
- 2013년 MBC 월화드라마 《구가의 서》 ... 가짜 자홍명 역
- 2014년 JTBC 월화드라마 《우리가 사랑할 수 있을까》 ... 안경주 역
- 2014년 KBS2 주말연속극 《참 좋은 시절》 ... 한재경 역
- 2014년 KBS2 단막극 《KBS 드라마 스페셜 - 부정주차》 ... 이지현 역
- 2016년 MBC 수목드라마 《한 번 더 해피엔딩》 ... 송시아 역
- 2016년 JTBC 금토드라마 《판타스틱》 ... 제이미 역

### 영화
- 2011년 《Mr. 아이돌》 ... 가요대전 여자 MC 역
- 2011년 《자각몽》

### 뮤직비디오
- 2011년 환희 - 죽을 것만 같아
- 2011년 먼데이키즈 - 미행
- 2013년 존 박 - Baby

## 광고
현대해상
엔젤리너스커피
컨디션
- 미스터피자
- 조지아 커피
- 한화증권 스마트 M
- CJ 제일제당 - 컨디션환 이엑스
- 대한항공 - 여행의 시작
- 롯데리아 - 착한 점심
- LG전자 - 로봇청소기 싸이킹
- 맘스터치 - 싸이버거
- 돌체앤 구스토 - 커피캡슐
- LG 유플러스 - 전화위복
- 제일약품

## 수상
- 2008년 미스코리아 대전-충남 선(善)